# 艰难时世
艱難時世（Hard Times）是英國作家狄更斯的长篇小说作品，發表於1854年，故事描寫某工業市鎮的生活。

## 情節
紡織廠廠主、銀行家龐得貝（Josiah Bounderby）和退休的五金批發商人、國會議員兼教育家湯瑪斯·葛萊恩（Thomas Gradgrind）是好朋友，他們一起控制著市鎮的經濟體係與教育機構。他們注重實利而且不講情義，自命不凡，以功利主義作為生活原則。負責侍候龐得貝的是寡婦史巴斯特太太。
葛萊恩對子女的教育主張“實事求是，腳踏實地”，他们在学会走路时，就被赶进教室，終日和數字打交道，他们不允许阅读诗歌和故事。葛萊恩把年輕的女兒露意莎（Louisa）嫁給了年龄比她大得多的庞得贝，寡婦史巴斯特太太嫉妒她，使她受尽痛苦，導致女兒婚姻破裂。她責備父親：“你的哲学和教育都不能救我了。”在葛萊恩自己的教育主张下，他的兒子湯姆（Tom）被迫協助龐得貝工作，他生活放蕩且負債纍纍，偷了庞得贝银行的钱逃跑，躲到马戏团裡，扮演一名小丑的角色。經過了一連串的惨痛教训，又受到马戏团的女孩西丝·朱浦（Sissy, Cecilia Jupe）的感化，逐漸的改变了生活态度，被父親送到美洲。但病死在省親的途中。龐得貝喜歡吹嘘自己白手起家，诬蔑工人由于妄想过奢侈生活才产生不满情绪。五年後庞得贝中风猝死在焦煤镇的街上，露意莎沒有再嫁，但受到朱浦的孩子們的喜愛。

## 外部連結
- Hard Times at the Internet Archive
- Hard Times - 古腾堡计划
- Hard Times （页面存档备份，存于） at Standard Ebooks
- Hard Times （页面存档备份，存于）—PDF scan of entire novel as it appeared in Household Words
- LibriVox中的公有领域有声书《Hard Times》